# Pilar Molina Armas
Pilar del Carmen Molina Armas (n. 26 de mayo de 1957) es una periodista chilena.

## Familia y estudios
Es hija de Germán Molina Morel y Violeta Armas Merino. Estuvo casada con Felipe Montero, de quien se divorció en julio de 2010.
Estudió periodismo en la Pontificia Universidad Católica de Chile. Realizó estudios de posgrado de Ciencias de la Información en la Universidad de Navarra, y posee un máster en Comunicaciones Estratégicas de la Universidad Adolfo Ibáñez.

## Carrera profesional
En 1980 se unió como periodista de la sección de «Reportajes» de El Mercurio, periódico donde también fue editora de la sección «Claves». En 2010 renunció a El Mercurio para asumir como asesora comunicacional del ministro de Salud Jaime Mañalich. También ha sido parte de la revista Qué Pasa.
En televisión ha participado como productora y panelista de programas políticos, como La entrevista de Raquel Correa, En pauta, En tres palabras, A eso de... (Megavisión) y En buen chileno (Canal 13). Fue presentadora en Polos opuestos de Megavisión y entrevistadora en Decisión '93 de Canal 13. También ha trabajado en Radio Agricultura, donde presenta Punto de encuentro desde 2016.
En 2000 obtuvo el Premio Carmen Puelma, otorgado por la Asociación Chilena de Seguridad.
En 2012 fue nominada por el presidente Sebastián Piñera para integrar el directorio de Televisión Nacional de Chile, siendo ratificada por el Senado en dicho cargo, y ejerció como vicepresidenta de aquel órgano entre 2014 y junio de 2016, fecha en que presentó su renuncia.

## Controversias
En noviembre de 2016, en el programa En buen chileno, de Canal 13, la periodista declaró que estuvo en contra de la dictadura militar de Augusto Pinochet, y que el periódico El Mercurio —reconocido defensor y promotor del régimen— «cumplió un rol de combate y trató de abrir la democracia», tras lo cual el periodista Patricio Fernández le recordó que ella había sido siempre partidaria de la dictadura de Pinochet.
En junio de 2017, como periodista de Radio Agricultura, Molina fue uno de los entrevistadores de los precandidatos presidenciales Sebastián Piñera, Felipe Kast y Manuel José Ossandón, en el marco de las primarias presidenciales de Chile Vamos. La periodista acusó a Ossandón de haber recibido boletas falsas, sin indicar en directo la fuente de sus acusaciones. Dado el desprestigio que esto suponía para la campaña de Ossandón y el parentesco de la periodista con Cecilia Morel, cónyuge de Piñera, la intervención de Molina fue duramente criticada, siendo relacionada incluso con el caso «Piñeragate», protagonizado en 1992 por Sebastián Piñera, durante su primera precandidatura presidencial. Este hecho fue también criticado en otro debate radial por el entonces precandidato presidencial del Frente Amplio, Alberto Mayol, quien dijo a la periodista que «si fueras una trabajadora normal te habrían echado».
En julio de 2017, Molina criticó a la senadora Lily Pérez por votar a favor del aborto en casos de riesgo para la vida de la madre, inviabilidad fetal y violación, pese a haber estado por mucho tiempo en la coalición tradicional de derecha. La senadora respondió señalando la incongruencia de Molina, quien había escrito columnas en contra de la ley de divorcio en Chile y se divorció después de que esta ley fue aprobada.
El 28 de noviembre de 2022, Molina difundió a través de Twitter un video en el que el presidente Gabriel Boric pasó por debajo de los torniquetes del congreso cuando era diputado, al igual que muchos de sus colegas de ese entonces, en un momento en que estos se encontraban defectuosos. A través de ese video, Molina acusó falsamente al Presidente de haber participado en las evasiones masivas del Metro de Santiago de 2019. Pese a las numerosas críticas, no ha borrado el tuit ni ha emitido alguna rectificación al respecto.